# Chiesa di San Giorgio (Cazzano di Tramigna)
La chiesa di San Giorgio è la parrocchiale di Cazzano di Tramigna, in provincia e diocesi di Verona; fa parte del vicariato dell'Est Veronese.

È situata nel centro del paese, in piazza Giacomo Matteotti ed è dedicata a san Giorgio martire, patrono del paese.

## Storia e descrizione
L'edificio fu costruito nell'ultimo ventennio del XIX secolo, al posto di uno precedente che esisteva già nel XIV secolo. Venne realizzato su disegno dell'architetto don Angelo Gottardi, in stile neoromanico – neogotico, e fu consacrato il 29 settembre 1906 dal cardinale Bartolomeo Bacilieri, vescovo di Verona.
La facciata è divisa in tre campi da finte lesene a tutta altezza, in funzione puramente decorativa. Nel campo centrale si trovano il portale e al di sopra una grande bifora con una vetrata raffigurante una Annunciazione. Nella lunetta un dipinto di Bolla ha sostituito quello precedente che raffigurava pure la Lotta di san Giorgio con il drago.
L'interno è ad una sola navata con quattro cappelle laterali. In un locale si conservano tracce di affreschi dalla chiesa precedente. L'altare maggiore e il fonte battesimale, ottagonale e in marmo rosso, risalgono al Quattrocento. Un piccolo tabernacolo in tufo con Angeli adoranti ed i santi Giorgio e Bartolomeo (gli attuali santi patroni di Cazzano ed Illasi) è murato nell'attuale battistero . Nell'attiguo oratorio (ora utilizzato come cappella feriale) è presente una pala d'altare di G. Ceffis raffigurante la Madonna tra i santi Domenico e Carlo Borromeo.
Dopo quattro anni di lavori di consolidamento e ristrutturazione, la chiesa parrocchiale è stata riaperta al culto il 20 dicembre 2008.

## Il campanile
L'attuale torre campanaria sostituisce quella precedente, innalzata intorno al 1792 e ultimata intorno al 1840. 
Questo campanile sostituiva a sua volta una torre crollata intorno al 1786.
Nel 1891 il terremoto che ebbe come epicentro la Val d'Illasi danneggiò la cuspide del campanile, che fu per demolita ma non subito ricostruita.
La cuspide riedificata venne danneggiata il 5 marzo 1960 da un fulmine, danneggiando irrimediabilmente l'intera struttura.
Alcuni calcinacci caddero anche sulla chiesa, mentre al suo interno all'incirca duecento persone stavano pregando.
Il parroco di allora, don Oreste Poli, decise di far costruire una nuova torre, l'attuale, affidando il progetto all'architetto Gelindo Giacomello.
Il campanile fu benedetto il 13 agosto 1961 dal Vescovo di Verona mons. Giuseppe Carraro. 
Una lapide, con epigrafe in latino predisposta dalla prof. Maria Steccanella e oggi collocata tra l'interno della chiesa e la porta esterna del campanile, ricorda quanto successo e la fede della comunità cazzanese per riavere il proprio campanile.

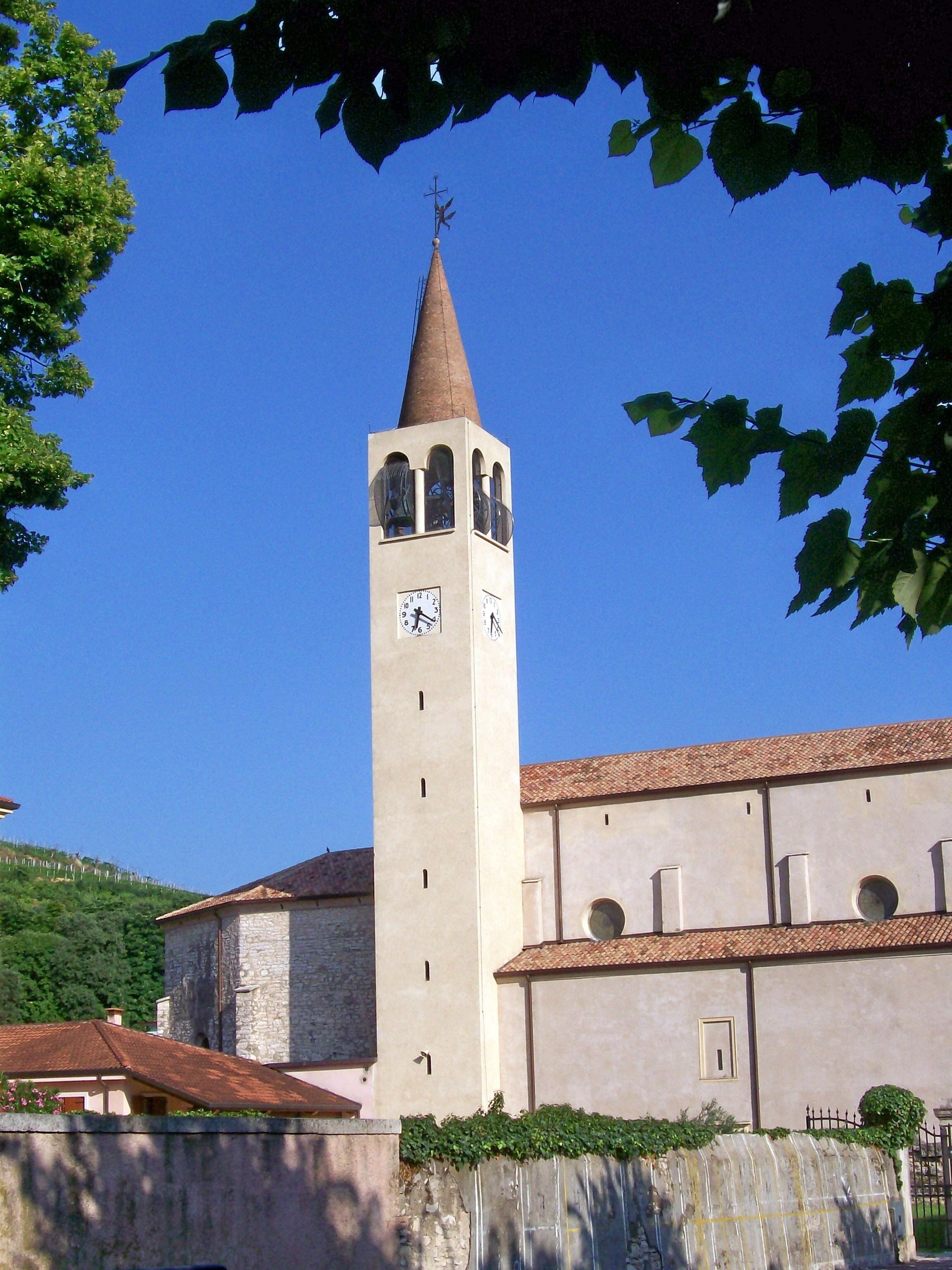
Campanile della chiesa di S. Giorgio Martire

## Le campane
Dai documenti del passato risulta che nel Seicento il campanile della chiesa di S. Giorgio era dotato di due campane: la maggiore fusa nel 1608 da Bartolomeo Pisenti di Verona e la minore da Paolo Levi nel 1673 (forse fusa ad Illasi nella chiesa di S. Andrea, poi di S. Rocco, oggi Giardino musicale).
Queste campane furono installate anche nel campanile sorto nel 1782, ma nel 1805 una delle due si ruppe, originando una problematica tra la comunità di Cazzano e il collegio plebano: i chierici dovevano contribuire alle spese di rifacimento della campana danneggiata e partecipare alla spesa di una terza campana oppure lasciare la situazione com'era?
Non si sa come finì la questione salvo il fatto che nel 1840 vengono fuse cinque campane in Mi3 dal fonditore Francesco Cavadini.
Di questo concerto di campane sappiamo che nel 1920 fu sostituita o rifusa la campana più piccola, mentre, nel 1932, sarà l'intero concerto ad essere rifuso per costituirne uno nuovo di cinque campane in  Mi bemolle 3, opera della fonderia di Ettore Cavadini.
Dai documenti risulta che il parroco, mons. Giuseppe Marchesini, dichiari come il nuovo insieme di campane possa soddisfare le esigenze del culto (si parla di concerto omogeneo), ma anche aiutare nel bisogno campanilistico di essere alla pari o primeggiare nei confronti delle parrocchie vicine.
Il concerto di Ettore Cavadini del 1932 è ancora quello oggi presente sul campanile, anche se nel tempo si è aggiunta una campana, fusa nel 1961 dalla fonderia di Luigi II Cavadini, che ricorda la vicenda del fulmine e lo scampato pericolo.
Il concerto è a doppio sistema, con motori ed elettrobattenti installati per tutte le campane ma con la possibilità di suonare manualmente alla veronese.